# Квинтет Стефана
Квинтет Стефана — группа из пяти галактик в созвездии Пегаса, четыре из которых формируют компактную группу галактик, пятая галактика лишь проецируется на группу. Группа была обнаружена французским астрономом Эдуардом Жан-Мари Стефаном в 1877 году в Марсельской Обсерватории. Группа входит в каталог HCG под номером 92.
Четыре из пяти галактик в Квинтете Стефана находятся в постоянном взаимодействии. Во время исследования квинтета космический телескоп «Спитцер» показал присутствие огромной межгалактической ударной волны (зелёная дуга на изображении), произведённой одной из галактик, которая «падает» на другую со скоростью миллионы километров в час.

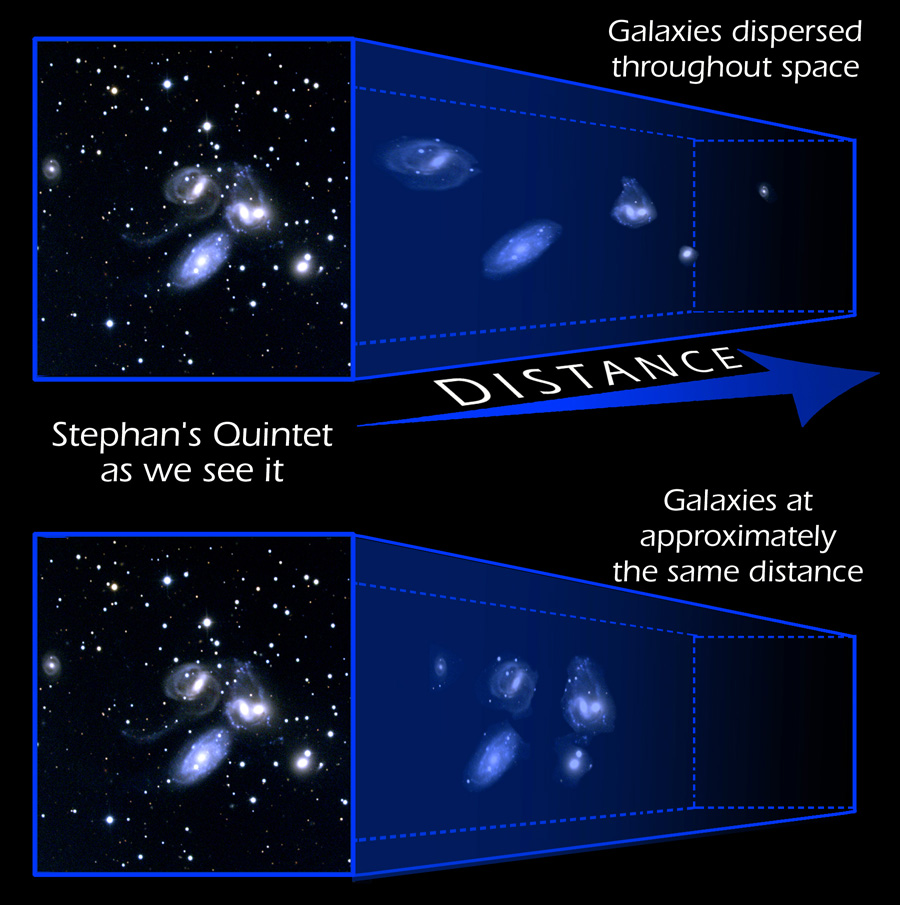
Красное смещение

При столкновении двух галактик, NGC 7318B и NGC 7318A, образовался молекулярный водород. Это образование является одним из самых бурных мест формирования молекулярного водорода, когда-либо замеченных. Это явление было обнаружено международной командой учёных из Института Ядерной Физики Общества Макса Планка (MPIK) в Гейдельберге. Наблюдение и изучение этого столкновения может помочь составить представление о том, что происходило в самом начале образования вселенной, приблизительно 10 миллиардов лет назад.
Интерес также представляет галактика NGC 7320, показатель красного смещения у которой весьма мал (790 км/с), в то время как у других четырёх галактик красное смещение намного интенсивнее (около 6600 км/с). Эти значения были измерены в 1960 (первое) и в 1956 годах. Так как галактическое красное смещение пропорционально расстоянию, было установлено, что NGC 7320 находится на расстоянии ≈39 миллионов световых лет от Земли, а остальные галактики квинтета удалены на расстояние 210—340 миллионов световых лет. В 1970-х годах некоторые астрономы, среди которых самый известный — Х. Арп — полагали, что расстояние до всех галактик квинтета, включая NGC 7320 — 20 мегапарсек.

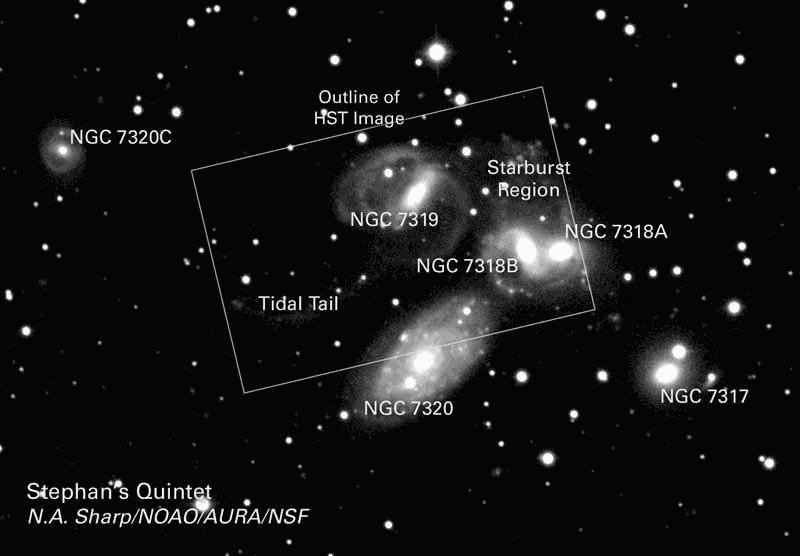
В Квинтет Стефана входят галактики:
NGC 7317 — внизу справа,
NGC 7318A — по центру справа,
NGC 7318B — по центру справа,
NGC 7319 — вверху слева,
NGC 7320 — внизу слева